# Discografie van Bizzey
Hieronder volgt de discografie van de Nederlandse rapper Bizzey, met name zijn albums en zijn nummers met een notering in een hitlijst. Voor de muziek die hij heeft uitgebracht met de formatie Yellow Claw, zie hier.

## Albums
| Album     | Verschijnen      | Label        | Hitlijsten | Hitlijsten | Hitlijsten | Hitlijsten | Opmerkingen                     |
| Album     | Verschijnen      | Label        | BE (VL)    | BE (VL)    | NL         | NL         | Opmerkingen                     |
| Album     | Verschijnen      | Label        | Piek       | Weken      | Piek       | Weken      | Opmerkingen                     |
| --------- | ---------------- | ------------ | ---------- | ---------- | ---------- | ---------- | ------------------------------- |
| November  | 16 februari 2018 | Noah's Ark   | 67         | 7          | 1 (1 wk)   | 66         | Studioalbum / Goud in Nederland |
| Tido      | 7 juni 2019      | Noah's Ark   | 41         | 4          | 2          | 27         | Studioalbum / Goud in Nederland |
| Four Juno | 15 mei 2023      | Eigen beheer | —          | —          | 41         | 3          | Studioalbum                     |

## Nummers met notering(en) in een hitlijst
| Lied                                                            | Verschijnen      | Album                               | Hitlijsten | Hitlijsten | Hitlijsten  | Hitlijsten  | Hitlijsten   | Hitlijsten   | Opmerkingen                          |
| Lied                                                            | Verschijnen      | Album                               | BE (VL)    | BE (VL)    | NL (Top 40) | NL (Top 40) | NL (Top 100) | NL (Top 100) | Opmerkingen                          |
| Lied                                                            | Verschijnen      | Album                               | Piek       | Weken      | Piek        | Weken       | Piek         | Weken        | Opmerkingen                          |
| --------------------------------------------------------------- | ---------------- | ----------------------------------- | ---------- | ---------- | ----------- | ----------- | ------------ | ------------ | ------------------------------------ |
| The Fur                                                         | 17 maart 2006    | —                                   | —          | —          | tip12       | —           | 60           | 3            |                                      |
| Still Care                                                      | 20 november 2006 | —                                   | —          | —          | —           | —           | 95           | 2            |                                      |
| This Way (Too Many Times) (met Don Diablo)                      | 30 november 2007 | —                                   | —          | —          | tip5        | —           | 28           | 5            |                                      |
| Let's Go (met Lady Bee en Sidney Samson)                        | 23 november 2009 | —                                   | —          | —          | tip7        | —           | —            | —            | Dancesmash                           |
| Stronger (met Bassjackers)                                      | 1 april 2010     | —                                   | —          | —          | —           | —           | 97           | 2            |                                      |
| Challas (met Mula B en Louis)                                   | 7 oktober 2016   | —                                   | —          | —          | —           | —           | 67           | 3            | Platina in Nederland                 |
| De manier (met Kraantje Pappie)                                 | 28 oktober 2016  | Crane III (van Kraantje Pappie)     | 37         | 1          | tip7        | —           | 22           | 18           | 3× Platina in Nederland              |
| Doe je dans (met Yung Felix, Jozo, Adje en YOUNGBAEKANSIE)      | 13 januari 2017  | —                                   | —          | —          | —           | —           | 97           | 1            | Platina in Nederland                 |
| Traag (met Jozo en Kraantje Pappie)                             | 12 mei 2017      | —                                   | tip27      | —          | tip8        | —           | 22           | 46           | 4× Platina in Nederland              |
| Badman ollo (met Yung Felix, Josylvio en 3robi)                 | 7 juli 2017      | —                                   | —          | —          | —           | —           | 59           | 22           | Platina in Nederland                 |
| Shaka zulu (met Yung Felix, Josylvio, Hef en Delivio Reavon)    | 28 juli 2017     | —                                   | —          | —          | —           | —           | 78           | 1            |                                      |
| C'est la vie (met The Partysquad, Josylvio, Hansie en Broertje) | 4 augustus 2017  | Nachtwacht (van The Partysquad)     | tip        | —          | tip2        | —           | 26           | 16           | Goud in Nederland                    |
| Blow it all (met Frenna, Ramiks, Diquenza en Dovgh)             | 6 oktober 2017   | —                                   | —          | —          | —           | —           | 35           | 8            | Goud in Nederland                    |
| Dansen (met Mightyfools)                                        | 27 oktober 2017  | —                                   | tip        | —          | —           | —           | —            | —            |                                      |
| Merry (met Nafthaly Ramona en Hef)                              | 10 november 2017 | —                                   | —          | —          | —           | —           | 20           | 20           | Goud in Nederland                    |
| Ja! (met Kraantje Pappie, Chivv en Yung Felix)                  | 12 januari 2018  | November                            | tip2       | —          | 5           | 12          | 1 (2 wkn)    | 23           | Dubbelplatina in Nederland           |
| Ewa (met Mula B en LouisVos)                                    | 16 februari 2018 | November                            | —          | —          | —           | —           | 25           | 13           | Platina in Nederland                 |
| Girl girl (met Sterre)                                          | 16 februari 2018 | November                            | —          | —          | —           | —           | 50           | 2            |                                      |
| Rock ya body (met Josylvio)                                     | 16 februari 2018 | November                            | —          | —          | —           | —           | 60           | 1            |                                      |
| PumPumPum (met Josylvio en Yung Felix)                          | 16 februari 2018 | November                            | —          | —          | —           | —           | 61           | 1            |                                      |
| Dom doen (met Broertje en D-Double)                             | 16 februari 2018 | November                            | —          | —          | —           | —           | 66           | 1            |                                      |
| Net als toen (met Jonna Fraser)                                 | 16 februari 2018 | November                            | —          | —          | —           | —           | 67           | 1            |                                      |
| Doe het voor                                                    | 16 februari 2018 | November                            | —          | —          | —           | —           | 72           | 1            |                                      |
| Ding ding ding (met Jozo en YOUNGBAEKANSIE)                     | 16 februari 2018 | November                            | —          | —          | —           | —           | 75           | 1            |                                      |
| Rakata (met Mr. Polska en Kippie)                               | 16 februari 2018 | November                            | —          | —          | —           | —           | 81           | 1            |                                      |
| Millie's (met Chivv)                                            | 16 februari 2018 | November                            | —          | —          | —           | —           | 84           | 1            |                                      |
| Gunman                                                          | 16 februari 2018 | November                            | —          | —          | —           | —           | 96           | 1            |                                      |
| Ze willen mee (met Hardwell, Lil' Kleine en Chivv)              | 30 maart 2018    | —                                   | tip        | —          | 14          | 10          | 4            | 24           | Dubbelplatina in Nederland           |
| Bom 't (met Jayh, Mula B en Dopebwoy)                           | 11 mei 2018      | 10 (van Jayh)                       | —          | —          | —           | —           | 42           | 6            |                                      |
| Aventura                                                        | 18 mei 2018      | —                                   | —          | —          | —           | —           | 82           | 1            |                                      |
| Drama (met Boef)                                                | 22 juni 2018     | —                                   | tip5       | —          | tip4        | —           | 1 (3 wkn)    | 34           | Platina in Nederland                 |
| Salaris (met Dopebwoy)                                          | 29 juni 2018     | Forever lit (van Dopebwoy)          | —          | —          | —           | —           | 98           | 1            | Goud in Nederland                    |
| Zij wilt meer (met LouiVos)                                     | 6 juli 2018      | Exotische wapens (van LouiVos)      | —          | —          | —           | —           | 93           | 1            |                                      |
| Wine Slow (remix) (met Idaly, Ronnie Flex en Famke Louise)      | 13 juli 2018     | Idaly (van Idaly                    | tip        | —          | tip2        | —           | 3            | 35           | Platina in Nederland                 |
| Maria (met Ronnie Flex en Jack $hirak)                          | 20 juli 2018     | —                                   | tip        | —          | tip3        | —           | 10           | 16           |                                      |
| My money (met Jack $hirak, Bokoesam en Dopebwoy)                | 24 augustus 2018 | —                                   | tip        | —          | —           | —           | 36           | 11           | Platina in Nederland                 |
| ASS (met Idaly en Mula B)                                       | 7 september 2018 | —                                   | —          | —          | —           | —           | 74           | 1            |                                      |
| Ik heb je nodig (met Kraantje Pappie en Jonna Fraser)           | 4 oktober 2018   | Daddy (van Kraantje Pappie)         | tip        | —          | 20          | 6           | 11           | 12           | Goud in Nederland                    |
| Culo (met Frenna, KM en Ramiks)                                 | 5 oktober 2018   | —                                   | tip33      | —          | 8           | 10          | 1 (2 wkn)    | 27           | Dubbelplatina in Nederland           |
| Coca (met Yung Felix, Josylvio en Rockywhereyoubeen)            | 23 november 2018 | —                                   | tip        | —          | —           | —           | 13           | 5            | Goud in Nederland                    |
| Hij is van mij (met Kris Kross Amsterdam, Maan en Tabitha)      | 21 december 2018 | —                                   | tip22      | —          | 1 (7 wkn)   | 23          | 1 (7 wkn)    | 72           | Dancesmash / 4× Platina in Nederland |
| Positie (met Caza)                                              | 28 december 2018 | —                                   | —          | —          | —           | —           | 24           | 30           | Platina in Nederland                 |
| Drup (met Kraantje Pappie, Jonna Fraser en Ramiks)              | 11 januari 2019  | —                                   | tip33      | —          | 9           | 9           | 2            | 25           | Dubbelplatina in Nederland           |
| Fuego (met Rockywhereyoubeen en Kraantje Pappie)                | 25 januari 2019  | —                                   | —          | —          | —           | —           | 68           | 1            |                                      |
| Baby momma (met Yung Felix en Poke)                             | 8 februari 2019  | Yung Pokro (van Yung Felix en Poke) | —          | —          | tip1        | —           | 4            | 24           | Platina in Nederland                 |
| Dip raar (met Diplo en Ramiks)                                  | 22 februari 2019 | Europa (van Diplo)                  | —          | —          | —           | —           | 33           | 2            |                                      |
| Insta (met Kevin)                                               | 1 maart 2019     | —                                   | —          | —          | —           | —           | 25           | 3            |                                      |
| Last man standing (met Yung Felix, Chivv en Kraantje Pappie)    | 8 maart 2019     | —                                   | tip        | —          | tip5        | —           | 7            | 15           | Platina in Nederland                 |
| Money Monica (met Hansie en JoeyAK)                             | 15 maart 2019    | —                                   | —          | —          | —           | —           | 52           | 2            |                                      |
| Domme dingen doen (met Diquenza, SXTEEN en Poke)                | 5 april 2019     | —                                   | —          | —          | —           | —           | 28           | 4            |                                      |
| S/O naar de... (met Ramiks)                                     | 12 april 2019    | Tido                                | —          | —          | —           | —           | 12           | 10           | Goud in Nederland                    |
| Zielige gozer (met Kevin)                                       | 26 april 2019    | Vrij (van Kevin)                    | —          | —          | —           | —           | 20           | 6            |                                      |
| Stretch (met Murda en Kraantje Pappie)                          | 25 april 2019    | BABA (van Murda)                    | —          | —          | —           | —           | 54           | 2            |                                      |
| Mapima (met Kevin, LouiVos en Yung Felix)                       | 17 mei 2019      | Tido                                | —          | —          | —           | —           | 27           | 6            |                                      |
| Hup (met SFB)                                                   | 7 juni 2019      | Tido                                | —          | —          | tip2        | —           | 10           | 17           | Goud in Nederland                    |
| Baila mami (met Josylvio en YOUNGBAEKANSIE)                     | 6 juni 2019      | Tido                                | —          | —          | —           | —           | 48           | 2            |                                      |
| Linkerbaan (met 3robi)                                          | 6 juni 2019      | Tido                                | —          | —          | —           | —           | 85           | 1            |                                      |
| Fast (met Mula B en LouiVos)                                    | 28 juni 2019     | Tido                                | —          | —          | —           | —           | 61           | 1            |                                      |
| Wifen (met Sjaak, Sarah-Jane Wijdenbosch en Luna Mae)           | 1 augustus 2019  | —                                   | —          | —          | tip22       | —           | —            | —            |                                      |
| Laat je niet gaan (met Idaly)                                   | 16 augustus 2019 | —                                   | —          | —          | —           | —           | 62           | 2            |                                      |
| Wij rulen de nacht (met Ashafar en Ramiks)                      | 15 november 2019 | —                                   | —          | —          | —           | —           | 86           | 1            |                                      |
| Skaffa (met Donnie en Poke)                                     | 13 maart 2020    | —                                   | —          | —          | —           | —           | 60           | 3            |                                      |
| Video vixen (met Bilal Wahib)                                   | 17 april 2020    | El mehdi (van Bilal Wahib)          | —          | —          | tip1        | —           | 5            | 27           | Goud in Nederland                    |
| Doorheen (met Bilal Wahib, Ronnie Flex en Ramiks)               | 29 mei 2020      | —                                   | —          | —          | —           | —           | 15           | 7            | Goud in Nederland                    |
| Becky (met Yung Felix, Josylvio en Tellem)                      | 3 juli 2020      | —                                   | —          | —          | —           | —           | 45           | 2            |                                      |
| Angel (met Numidia)                                             | 20 november 2020 | —                                   | —          | —          | —           | —           | 91           | 1            |                                      |
| Nog steeds vies (met Dopebwoy en Mula B)                        | 9 juli 2021      | —                                   | —          | —          | —           | —           | 70           | 1            |                                      |
| Hockeymeisjes (met Kraantje Pappie en Immo)                     | 14 januari 2022  | —                                   | —          | —          | tip18       | —           | 67           | 1            |                                      |
| Bijpakken (met La$$a, Young Ellens, Jebroer en Poke)            | 4 februari 2022  | —                                   | —          | —          | —           | —           | 92           | 1            |                                      |
| Meditatie (met SRNO, Bryan Mg en Bo Hélène)                     | 25 maart 2022    | —                                   | —          | —          | —           | —           | 70           | 2            |                                      |
| Heet (met Dopebwoy)                                             | 15 april 2022    | Turbulentie (van Dopebwoy)          | —          | —          | —           | —           | 70           | 3            |                                      |
| Bukitlist (met Cristian D)                                      | 22 april 2022    | —                                   | —          | —          | —           | —           | 93           | 1            |                                      |
| Interessant (met Jinho 9, Katnuf en Jeriel Thunder)             | 23 juni 2022     | —                                   | —          | —          | —           | —           | 65           | 14           | Goud in Nederland                    |
| Zo fly (Met je naar de club)                                    | 3 november 2022  | Four Juno                           | —          | —          | tip22       | —           | 65           | 2            |                                      |
| Deze is down                                                    | 4 januari 2023   | —                                   | —          | —          | —           | —           | 63           | 4            |                                      |
| Zin in de zomer man (met Kraantje Pappie en Rolf Sanchez)       | 7 mei 2023       | Four Juno                           | —          | —          | 17          | 8           | 8            | 17           | Goud in Nederland                    |
| Spagaat (met Kraantje Pappie als Sick & Nimon)                  | 14 juli 2023     | Euro visie (van Sick & Nimon)       | —          | —          | —           | —           | 76           | 1            |                                      |
| Gap (met Wesly Bronkhorst)                                      | 12 januari 2024  | —                                   | —          | —          | tip8        | —           | 83           | 1            |                                      |
| Weekend                                                         | 16 mei 2024      | —                                   | —          | —          | tip14       | —           | 59           | 4            |                                      |
| Achteruit (met Sjorleone en Trobi)                              | 23 januari 2025  | —                                   | —          | —          | tip22       | —           | 83           | 1            |                                      |
| Beneden (met Ronnie Flex en Russo)                              | 1 mei 2025       | —                                   | —          | —          | 31          | 3           | 9            | 15*          |                                      |